# Raneb
Raneb (... – 2890 a.C.) è stato un faraone egizio appartenente alla II dinastia.

## Biografia

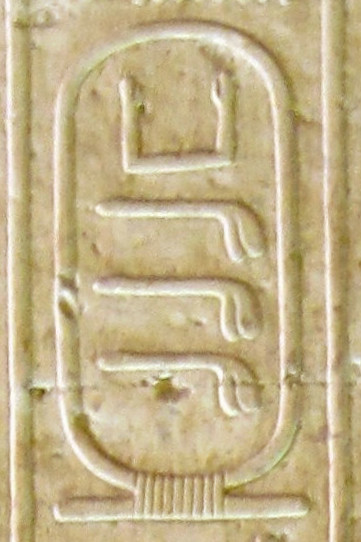
Cartiglio di Raneb nella lista di Abido

Il nome Horo di questo sovrano contiene, per la prima volta, un riferimento alla divinità solare di Eliopoli. Sulla lettura del nome vi sono teorie discordanti ed alcuni preferiscono leggerlo Nebra seguendo la regola (attestata in epoca posteriore) che i glifi riguardanti divinità venissero posti all'inizio del nome (scritto)  in segno di rispetto senza però alterarne la lettura.
Sugli eventi del regno di Raneb vi sono poche notizie, la Pietra di Palermo, seppur danneggiata proprio in corrispondenza di questo sovrano, sembra confermare i 39 anni di regno che gli attribuisce Sesto Africano.
Sempre Africano aggiunge queste brevi notizie: «...durante il suo regno i tori Api di Menfi e Mnevis di Eliopoli e l'ariete di Mendes venivano adorati come divinità».
Non si conosce l'ubicazione della tomba di Reneb anche se alcuni recenti ritrovamenti, di sigilli cilindrici, fanno pensare che possa trovarsi sotto la via Cerimoniale che conduce alla piramide di Unis

## Liste Reali
| D28 | D52 · D52 | D52 |

| D28 | D52 · D52 | D52 |

| D28 | D52 · D52 | D52 |

| D28 | D52 · D52 | D52 |

| D28 | D52 · D52 | D52 |

| D28 | D52 · D52 | D52 |

| D28 | D52 · D52 | D52 |

| D28 | D52 · D52 | D52 |

| D28 | D52 · D52 | D52 |

| D28 | D52 · D52 | D52 |

| D28 | D52 · D52 | D52 |

| D28 | D52 · D52 | D52 |

| D28 | D52 · D52 | D52 |

| D28 | D52 · D52 | D52 |

| D28 | D52 · D52 | D52 |

| D28 | D52 · D52 | D52 |

| HASH | D52 · E2 | Z93 |

| HASH | D52 · E2 | Z93 |

| HASH | D52 · E2 | Z93 |

| HASH | D52 · E2 | Z93 |

| HASH | D52 · E2 | Z93 |

| HASH | D52 · E2 | Z93 |

| HASH | D52 · E2 | Z93 |

| HASH | D52 · E2 | Z93 |

## Titolatura
| G5 |

| G5 |

| N5 | nb |

| N5 | nb |

| N5 | nb |

| N5 | nb |

| N5 | nb |

| N5 | nb |

| N5 | nb |

| N5 | nb |

| G16 |

| G16 |

|  |

| G8 |

| G8 |

| nbw | nfr |

| nbw | nfr |

| M23 · X1 | L2 · X1 |

| M23 · X1 | L2 · X1 |

| D28 | Z1 | E1 | D52 | Z3 |

| D28 | Z1 | E1 | D52 | Z3 |

| D28 | Z1 | E1 | D52 | Z3 |

| D28 | Z1 | E1 | D52 | Z3 |

| D28 | Z1 | E1 | D52 | Z3 |

| D28 | Z1 | E1 | D52 | Z3 |

| D28 | Z1 | E1 | D52 | Z3 |

| D28 | Z1 | E1 | D52 | Z3 |

| G39 | N5 |

| G39 | N5 |

|                   | \| \| \| Non ancora in uso \| \| \| |
|                   |                                     |
| Non ancora in uso |                                     |
|                   |                                     |

|                   |
| Non ancora in uso |
|                   |

## Altre datazioni
| Autore        | Anni di regno         |
| ------------- | --------------------- |
| Redford       | 2820 a.C. -2790 a.C.  |
| von Beckerath | 2800 a.C. - 2785 a.C. |
| Malek         | 2750 a.C. - 2750 a.C. |